# 世界反帝国主义纲领
世界反帝国主义纲领（英語：World Anti-Imperialist Platform，缩写为WAP）是一个标榜“反帝国主义”的国际组织。2022年10月14日，该组织在法国巴黎成立。该组织的目标是协调对抗帝国主义的努力，特别是在俄乌战争、台海局势、朝韩关系方面。该组织认为俄罗斯和中国不是帝国主义国家且没有参与霸權或殖民战争，并将俄乌战争视为帝国主义国家对俄罗斯的代理人戰爭。该组织的立场使其与共产党和工人党国际会议中的其他党派区别开来，后者将这场战争描述为帝国主义国家之间的战争，而该组织则支持俄罗斯的入侵。
该组织的成员包括共产主义党派、社会民主主义党派（如委内瑞拉统一社会主义党和韩国民众民主党）和民族主义党派（如“西班牙先锋”，该组织奉行国家工团主义哲学家古斯塔沃·布埃诺的理论）。
希腊共产党强烈批判该组织对帝国主义的定义，认为其立场不是建立在阶级分析基础上的社会主义立场，而是一种扭曲的民族主义、机会主义立场。“美国共产主义工人纲领”称该组织是极端反共的机会主义组织。

## 成员
- 欧洲 反帝国主义协调
- 欧洲 东方倡议
- 非洲 泛非统一动态
- 英国 大不列颠共产党（马列）
- 民众民主党
- 阿根廷 阿根廷共产党
- 哥伦比亚 哥伦比亚共产党
- 保加利亚 九月二十三日运动
- 社会主义纲领
- 希腊 革命统一
- 吉尔吉斯斯坦共产党
- 吉尔吉斯斯坦共产党人党
- 土耳其 土耳其共产主义劳动党/列宁主义
- 几内亚和佛得角非洲独立党
- 匈牙利 匈牙利工人党
- 義大利 共产党
- 義大利 意大利共产党
- 義大利 争取共产主义支持抵抗委员会党
- 義大利 人民抵抗
- 瑞士 共产党
- 塞爾維亞 南斯拉夫新共产党
- 智利 智利共产党（无产阶级行动）
- 法國 法国共产主义复兴极点
- 法國 共产主义者全国协会
- 克罗地亚社会主义工人党
- 秘魯 秘鲁共产党—红色祖国
- 秘魯 秘鲁共产党
- 巴拿马 巴拿马人民党
- 西班牙 西班牙人民共产党
- 西班牙 西班牙先锋
- 西班牙 共产主义倡议
- 西班牙 无产阶级联盟
- 捷克 捷克和摩拉维亚共产党
- 委內瑞拉 委内瑞拉统一社会主义党
- 北馬其頓 左翼党
- 黎巴嫩 黎巴嫩共产党
- 美国 美国共产党人党
- 美国 争取政治革新中心
- 美国 美国的共产党
- 白俄羅斯 白俄罗斯工人共产党
- 玻利维亚 玻利维亚共产党
- 魁北克 争取民族解放社会主义行动
- 荷蘭 荷兰反法西斯前抵抗战士协会/反法西斯主义者联盟
- 厄瓜多尔共产党
- 波蘭 波兰共产党
- 俄羅斯 全联盟共产党布尔什维克
- 俄羅斯 苏联共产党俄罗斯共产主义工人党
- 巴基斯坦 工农党
- 肯尼亚共产党
- 比利时 比利时共产党
- 比利时 朝鲜友好协会比利时分支
- 乌克兰 协会“斗争”
- 乌克兰 乌克兰政治移民和政治犯联盟
- 叙利亚 统一叙利亚共产党
- 愛爾蘭 工人党
- 刚果民主共和国 刚果共产党
- 巴斯克 推动公共倡议